# Waterkrachtcentrale Saratov
De Waterkrachtcentrale Saratov (Russisch: Саратовская ГЭС, Saratovskaja GES), ook wel waterkrachtcentrale Lenin Komsomol Saratov genoemd, is een waterkrachtcentrale in de rivier de Wolga, vlak bij de stad Balakovo. De waterkrachtcentrale vormt onderdeel van de Wolga-Kama-cascade.

## Kerngegevens en economische waarde
De waterkrachtcentrale bestaat uit een 1.260 meter lange, 40 meter hoge stuwdam met een noodoverlaat, die wordt vergezeld van een aarden dam met een lengte van 14 kilometer en een maximale hoogte van 23 meter. Voor de dam ligt het stuwmeer van Saratov.
De centrale heeft een capaciteit van 1.360 MW, met een jaarlijkse energieproductie van 5.352 miljard kWh. In totaal bestaat de centrale uit 24 hydroaggregaten; 21 met roteerbare bladen met een capaciteit van 60 MW, twee horizontale turbines van 45 MW en nog een hydroaggregaat met een vermogen van 10 MW.
De centrale is een belangrijke stroomproducent voor Centraal-Rusland en de regio rond de middenloop van de Wolga. Verschillende nabijgelegen industrieën worden erdoor van stroom voorzien. Ernaast gelegen aride landbouwgrond wordt geïrrigeerd met het water van het stuwmeer en de dam zorgt er tevens voor dat scheepsverkeer over de Wolga mogelijk is en levert het koelwater voor de kerncentrale Balakovo. Grote delen van de stad Saratov worden eveneens door de centrale voorzien in hun energiebehoeften en het restant wordt in het Russische elektriciteitsnet gepompt. Over de dam loopt een verbindingsweg.

## Geschiedenis
De bouw van de waterkrachtcentrale en de bijbehorende stuwdam vormde onderdeel van het grote naoorlogse industrialisatieplan "Grote Bouw van het Communisme" (Великие Стройки Коммунизма), voor de bouw van de Wolga-Kama-cascade. De bouw van de dam werd goedgekeurd op 1 juni 1956 door een decreet van de Raad van Ministers van de Sovjet-Unie. Tijdens de bouw werd het oorspronkelijke plan vanwege praktische redenen op een aantal punten gewijzigd. Hierdoor trad een bouwvertraging op die zo lang duurde dat de waterkrachtcentrale Koejbysjev eerder voltooid werd en nog tijdens de bouw stroom kon leveren voor de bouwwerkzaamheden. Veel constructiearbeiders van die waterkrachtcentrale gingen in Balakovo wonen en konden zo hun expertise inzetten bij de bouw van de dam. Voor de bouw werden duizenden arbeiders uit de hele unie ingezet; met name jonge arbeiders van de communistische jeugdorganisatie Komsomol, waarnaar de waterkrachtcentrale later werd vernoemd. Tegen de herfst van 1967 was de dam voltooid en de rivier geblokkeerd en in december werden de eerste vier generatoren in gebruik genomen. In november 1971 werd het hele complex voltooid verklaard.
De apparatuur van de waterkrachtcentrale wordt vanwege ouderdom vervangen en vernieuwd. In 2006 werd hiervoor 765 miljoen roebel (ongeveer 23 miljoen euro) beschikbaar gesteld.